# Badiza thermesia
Badiza thermesia är en fjärilsart som beskrevs av Swinhoe 1902. Badiza thermesia ingår i släktet Badiza och familjen nattflyn. Inga underarter finns listade i Catalogue of Life.